# Fool's Paradise (film, 2023)
Ne doit pas être confondu avec Fool's Paradise.
Pour plus de détails, voir Fiche technique et Distribution.
Fool's Paradise est une comédie américaine réalisée par Charlie Day et sortie en 2023. Il s'agit de son premier long métrage en tant que réalisateur.

## Synopsis
Un homme inconnu, simple d'esprit et muet, devient malgré lui une star hollywoodienne après un acte héroïque à la sortie d'un bus.

## Fiche technique
Sauf indication contraire, les informations mentionnées dans cette section peuvent être confirmées par la base de données cinématographiques IMDb,  présente dans la section « Liens externes ».
- Titre : Fool's Paradise
- Titre de travail : El Tonto
- Réalisation et scénario : Charlie Day
- Musique : Jon Brion
- Direction artistique : Mark Sylbert
- Décors : Robb Wilson King
- Costumes : Lizz Wolf
- Montage : Erik L. Barnes et Tim Roche
- Photographie : Nico Aguilar
- Production : Rebecca Edwards, Max Jacoby, Christopher Lemole, Christopher Macken, John Richard, Alex Saks et Tim Zajaros
  - Production exécutive : Kirk Michael Fellows, Manu Gargi et Rob Gough
- Sociétés de production : Wrigley Pictures, Armory Films, Metalwork Pictures et Page Fifty-Four Pictures
- Société de distribution : Lionsgate (Etats-Unis)
- Pays de production :  États-Unis
- Langue originale : anglais
- Format : couleur
- Genre : comédie satirique
- Dates de sortie[1] :
  - États-Unis, Canada : 12 mai 2023 (sortie limitée)

## Distribution
- Charlie Day : Latte Pronto / Sir Tom Bingsley
- Ken Jeong (VF : Jean-Marco Montalto) : Lenny, le journaliste
- Kate Beckinsale (VF : Isabelle Desplantes) : Christiana Dior
- Adrien Brody (VF : Antoine Fleury) : Chad Luxt
- Jason Sudeikis (VF : Jean-François Roubaud) : Lex Tanner
- Ray Liotta (VF : Emmanuel Karsen) : le producteur
- Steve Coulter (VF : Charles Borg) : Tony London
- Jason Bateman : le technicien SPFX
- Edie Falco (VF : Caroline Pigle) : l'agent
- Mary Elizabeth Ellis (VF : Sandra Chartraire) et Artemis Pedbdani (en) : les maquilleuses
- Lance Barber : Side Kick
- Common (VF : Jean-François Bordier) : Dagger
- John Malkovich (VF : Charles Borg) : Ed Cote
- Robert Belushi : l'agent de Chad
- Jillian Bell (VF : Sandra Macedo) : Shaman
- Dean Norris : le directeur du studio
- Katherine McNamara (VF : Mathilda El Hammoudani) : Terry
- Alanna Ubach : l'actrice pornographique
- Glenn Howerton : le manager
- Jimmi Simpson : le présentateur du talk show
- Drew Droege (en) (VF : Jean-François Pagès) : le coiffeur
- David Hornsby (en) : le pilote
- Moses Storm (en) (VF : Pierre-Henri Prunel) : l'agent junior
- Edy Ganem : la fille (non créditée)

 Source et légende : version française (VF) sur RS Doublage

## Production
En septembre 2018, il est annoncé que Charlie Day va faire ses débuts de réalisateur avec le long métrage El Tonto, dont il écrit également le scénario en plus de tenir le rôle principal. Peu après, Kate Beckinsale, Jason Sudeikis, Edie Falco, John Malkovich ou encore Jillian Bell sont annoncés à ses côtés. En octobre 2018, Ray Liotta, Ken Jeong, Adrien Brody, Travis Fimmel, Dean Norris et Edy Ganem rejoignent la distribution,. Le mois suivant, c'est au tour de Katherine McNamara, Common, Mary Elizabeth Ellis et Glenn Howerton d'être confirmés,
Le tournage débute en octobre 2018 à Los Angeles. En février 2022, Charlie Day révèle que le film a nécessité des reshoots en décembre 2021. Hen Jeong, Adrien Brody, Kate Beckinsale, et Ray Liotta sont concernés. Le réalisateur explique qu'il a ajouté 27 pages à son script d'après les conseils de son ami Guillermo del Toro, qui suggère par ailleurs d'utiliser un autre titre que El Tonto. Le film sera ainsi rebaptisé Fool's Paradise.

## Sortie et accueil

### Dates de sortie
Fool's Paradise est présenté en avant-première le 9 mai 2023. Il sort dans les salles américaines dès le 12 mai 2023, distribué par Roadside Attractions (en). Lionsgate Home Entertainment le diffuse en vidéo à la demande et DVD.